# 古田幸男
古田 幸男（ふるた ゆきお、1930年9月28日 - 2014年4月8日  ）は、日本のフランス現代思想の研究者、翻訳家、詩人。法政大学名誉教授。
筆名に矢田 修。

## 人物・来歴
東京生まれ。1945年海軍兵学校（78期）中退、1950年第一高等学校文科乙類卒業、1953年東京都立大学仏文科卒、1955年同大学院修士課程修了、1960年東京医科歯科大学非常勤講師、1961年法政大学第一教養部講師、1968年助教授、同年フランス留学、1970年教授、2001年定年退職、名誉教授。
2010年瑞宝中綬章受勲。
安士正夫に師事し、ルネ・ジラール、エドガール・モランなどを翻訳した。

## 著書
- 『詩集「白き道」』（矢田修名義、朝日出版社） 1999

## 翻訳
- 『家なき子』（エクトル・マロー、同和春秋社、少年読物文庫） 1958
- 『結婚の生理学』バルザック、安士正夫共訳、東京創元社、バルザック全集2） 1961
- 『欲望の現象学 文学の虚偽と真実』（ルネ・ジラール、法政大学出版局、叢書・ウニベルシタス） 1971
- 『現代への序説』（アンリ・ルフェーヴル、宗左近共監訳、法政大学出版局） 1972 - 1973
- 『約束の地を見つめて』（エリー・フォール、法政大学出版局、叢書・ウニベルシタス） 1973
- 『美学入門』（エチエンヌ・スリヨ、池部雅英共訳、法政大学出版局、りぶらりあ選書） 1974
- 『氷のスフィンクス』（ジュール・ヴェルヌ、パシフィカ） 1979、のち集英社文庫
- 『構造主義との対話』（レーモン・ベルール、川中子弘共訳、日本ブリタニカ） 1980
- 『暴力と聖なるもの』（ルネ・ジラール、法政大学出版局、叢書・ウニベルシタス） 1982
- 『ジラールと悪の問題』（M・ドゥギー, J.-P.デュピュイ、法政大学出版局） 1986
- 『秩序と無秩序 新しいパラダイムの探求』（ジャン＝ピエール・デュピュイ、法政大学出版局） 1987
- 『うわさ もっとも古いメディア』（ジャン＝ノエル・カプフェレ、法政大学出版局） 1988
- 『野生人とコンピューター』（ジャン＝マリ・ドムナック、法政大学出版局） 1989
- 『生きものの迷路 空間 - 行動のマチエール』（アブラアム・A・モール, エリザベト・ロメル、法政大学出版局） 1992
- 『小集団の時代 大衆社会における個人主義の衰退』（ミシェル・マフェゾリ、法政大学出版局） 1997
- 『政治的なものの変貌 部族化 / 小集団化する世界』（ミシェル・マフェゾリ、法政大学出版局） 2000

### エドガール・モラン
- 『人間と死』（エドガール・モラン、法政大学出版局、叢書・ウニベルシタス） 1973
- 『政治的人間』（エドガール・モラン、法政大学出版局、りぶらりあ選書） 1974
- 『失われた範列 人間の自然性』（エドガール・モラン、法政大学出版局、叢書・ウニベルシタス） 1975
- 『大いなる女性 フランスの婦人解放運動』（E・モラン, N・フノワ, B・パイヤール、法政大学出版局） 1977
- 『ドイツ零年』（エドガール・モラン、法政大学出版局、叢書・ウニベルシタス） 1989
- 『複雑性とはなにか』（エドガール・モラン、中村典子共訳、国文社） 1994.4

### セルジュ・モスコヴィッシ
- 『飼いならされた人間と野性的人間』（セルジュ・モスコヴィッシ、法政大学出版局） 1983
- 『群衆の時代 大衆心理学の史的考察』（セルジュ・モスコヴィッシ、法政大学出版局） 1984
- 『神々を作る機械 社会学と心理学』（セルジュ・モスコヴィッシ、法政大学出版局） 1995